# Commune fusionnée de Bad Münster am Stein-Ebernburg
La Commune fusionnée de Bad Münster am Stein-Ebernburg est une municipalité allemande située dans le land de Rhénanie-Palatinat et l'Arrondissement de Bad Kreuznach.